# Shoot for the Stars, Aim for the Moon
Shoot for the Stars, Aim for the Moon («стреляй в звёзды, целься в луну») — дебютный студийный альбом американского рэпера Pop Smoke. Он был выпущен посмертно 3 июля 2020 года лейблами Victor Victor Worldwide и Republic Records, а Deluxe издание альбома, включающее пятнадцать дополнительных треков, в том числе ремиксы трёх песен, было выпущено 20 июля того же года, в день празднования 21-го дня рождения Pop Smoke. Пластинка написана в жанрах дрилл, трэп и R&B.
Американский рэпер 50 Cent вызвался выступить исполнительным продюсером альбома Shoot for the Stars, Aim for the Moon после убийства Pop Smoke во время вторжения в его дом 19 февраля 2020 года. 50 Cent созвал артистов, закончил альбом и позаботился о соблюдении сроков. После завершения работы над альбомом 50 Cent помог исполнить желание Pop Smoke отвести его мать на церемонию вручения наград. Джесс Джексон выступил в качестве звукорежиссёра альбома и переработал треки, чтобы добиться профессионального звучания как в большой студии звукозаписи. Перед смертью Pop Smoke начал создавать фонд Shoot for the Stars Foundation, чтобы помогать достигать своих целей молодёжи, живущей и растущей в трудных условиях, предоставляя доступ к технологиям и другим ресурсам. В качестве приглашённых исполнителей в альбоме выступили Quavo, Lil Baby, DaBaby, Swae Lee, Фьючер, Родди Рич, Tyga, Кароль Джи, Lil Tjay и другие.
В поддержку Shoot for the Stars, Aim for the Moon было выпущено шесть синглов, включая такие хиты из топ-20 американского чарта Billboard Hot 100, как «The Woo», «Mood Swings», «For the Night» и «What You Know Bout Love». Альбом имел коммерческий успех, дебютировав на первом месте в американском чарте Billboard 200, став для Pop Smoke его первым абсолютным хитом в США. Все 19 треков стандартного издания альбома также попали в Billboard Hot 100 в первую неделю после выхода, что позволило покойному рэперу посмертно стать обладателем наибольшего количества одновременных позиций в этом чарте. Пластинка продержалась две недели подряд на вершине Billboard 200 и была удостоена двойной платиновой сертификации. Альбом Shoot for the Stars, Aim for the Moon продержался 34 недели в первой пятёрке Billboard 200 и стал четвёртым альбомом в XXI веке, который провёл столько недель в первой пятёрке.
Альбом также возглавлял американский чарт Top R&B/Hip-Hop Albums 19 недель подряд и Top Rap Albums 20 недель подряд, став самым продолжительным лидером в последнем чарте. После выхода Shoot for the Stars, Aim for the Moon получил в основном положительные отзывы музыкальных критиков, а многие издания высоко оценили его продакшн. Он попал в списки лучших альбомов 2020 года по версии нескольких изданий, в том числе в топ-10 по версии Billboard, Complex, The New York Times, The Ringer и NPR. Альбом был признан лучшим альбомом Billboard 200 и лучшим рэп-альбомом на церемонии Billboard Music Awards 2021.

## История
Американский продюсер Rico Beats познакомил рэпера Pop Smoke с руководителем звукозаписывающей компании Стивеном Виктором в апреле 2019 года. После подписания контракта с лейблом Виктора Victor Victor Worldwide и Republic Records, Pop Smoke сказал Виктору, что помимо рэпа, у него есть опыт пения, так как ранее он пел на службах в церкви. Чтобы продемонстрировать свои способности, Pop Smoke исполнил Виктору неизданные треки «Something Special» и «What You Know Bout Love»; последний произвел сильное впечатление на руководителей Victor Victor, убедив их в том, что Pop Smoke — не просто «очередной рэпер из Бруклина». Виктор знал, что многие из самых популярных исполнителей рэпа способствовали продвижению нового звука в массы, поскольку в то время он тесно сотрудничал с американским рэпером Канье Уэстом в качестве операционного директора его звукозаписывающего лейбла GOOD Music. Он разработал стратегию, согласно которой Pop Smoke должен был записать серию микстейпов, посвященных только бруклинскому дриллу, который представлял собой «сырой, грубый уличный рэп с тяжелым басом». После того, как Pop Smoke утвердится в качестве «лидера» поджанра, развивающегося в Нью-Йорке, он выпустит дебютный альбом, который продемонстрирует его мелодичную сторону с более мейнстримовыми песнями, такими как «Something Special».
19 февраля 2020 года, менее чем через год после подписания контракта со звукозаписывающим лейблом, Pop Smoke арендовал дом через Airbnb, принадлежащий звезде «Настоящих домохозяек» Тедди Мелленкамп и её мужу Эдвину Арройаве, расположенный на Голливудских холмах, штат Калифорния. Рэпер был убит в возрасте 20 лет при попытке вторжения в дом. Четверо мужчин в капюшонах, один из которых был в лыжной маске и с пистолетом, ворвались в дом, который снимал Pop Smoke. 15-летний подросток, самый молодой из четырёх злоумышленников, трижды выстрелил в грудь Pop Smoke из пистолета Beretta M9 после того, как вступил с ним в драку. Грабители украли часы Rolex Pop Smoke, украшенные бриллиантами, которые они продали за 2 000 долларов. Pop Smoke был срочно доставлен в Седарс-Синайский медицинский центр, где врачи провели торакотомию левой стороны его груди, однако спустя несколько часов он был признан мёртвым. За день до убийства Pop Smoke и его друг Майк Ди разместили в своих социальных сетях несколько фотографий, в том числе одну, на которой на заднем плане виден адрес дома Мелленкамп. Рэпер также опубликовал в Instagram и Facebook сторис о подарках, которые он получил. На упаковке одного из них был указан полный адрес дома, раскрывающий местоположение рэпера.

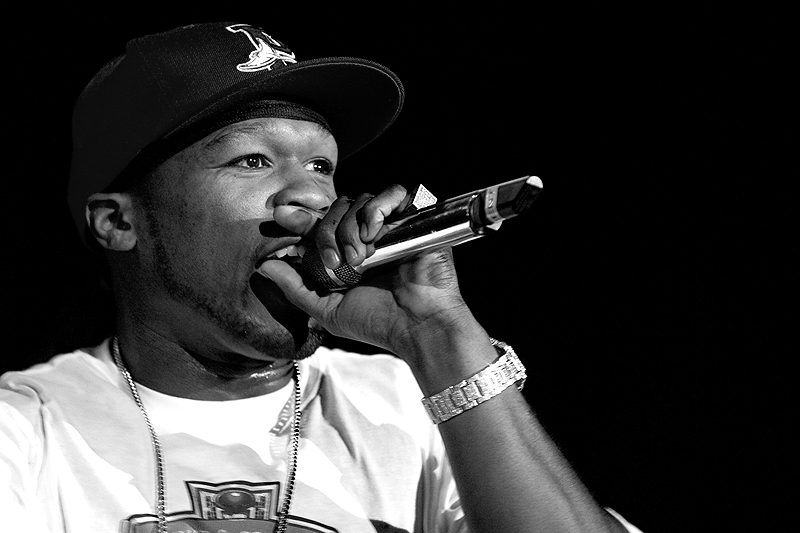
50 Cent (фото 2007 года) выступил в качестве исполнительного продюсера.

В начале марта 2020 года американский рэпер 50 Cent объявил на своей странице в Instagram, что он прослушал работы Pop Smoke и решил помочь закончить дебютный альбом покойного артиста, выступив в качестве исполнительного продюсера. В качестве исполнительного продюсера 50 Cent связался с такими артистами, как Родди Рич, Дрейк и Крис Браун, и спросил их, хотят ли они принять участие в записи альбома. Несколько недель спустя 50 Cent вспомнил во время прямого эфира на Instagram, как он впервые встретил Pop Smoke в офисе. Покойный рэпер был увлечен своим телефоном, что раздражало 50 Cent. Он подошёл к нему и увидел, что Pop Smoke на самом деле записывал на свой телефон всё, что тот говорил. Он заявил, что «влюбился» в Pop Smoke и собирался стать исполнительным продюсером его альбома. В более позднем интервью Billboard 50 Cent сказал, что он не заработал денег в качестве исполнительного продюсера альбома — он хотел закончить его из-за своих отношений с Pop Smoke. После завершения производства 50 Cent помог исполнить желание Pop Smoke взять его мать на церемонию награждения. В январе 2020 года Pop Smoke начал создавать фонд Shoot for the Stars Foundation, чтобы помочь молодым людям достичь своих целей, несмотря на то, что они живут и растут в трудных условиях, предоставляя им доступ к технологиям и другим ресурсам. После его смерти семья Pop Smoke объявила, что продолжит деятельность фонда.

## Запись
До подписания контракта с VVW, Pop Smoke записывал первые песни для Shoot for the Stars, Aim for the Moon в Лос-Анджелесе, Лондоне, на Багамах и в Париже. После выпуска микстейпов Meet the Woo (2019) и Meet the Woo 2 (2020), Pop Smoke хотел показать, как он вырос в музыкальном плане. В середине февраля 2020 года он вылетел в Лос-Анджелес, чтобы записать как можно больше материала для альбома. В последние дни своей жизни он продолжал записывать песни для альбома. Pop Smoke со своей командой планировали завершить работу над пластинкой в Лос-Анджелесе; он также должен был отправиться в свой дебютный концертный тур «Meet the Woo Tour» в первую неделю марта; его альбом должен был быть сведён и отмастерен, в то время как он находился в туре.
По словам Виктора, дебютный альбом Pop Smoke был призван продемонстрировать его талант. Pop Smoke говорил 50 Cent, что он работает над альбомом и пришлёт ему песни. Тогда тот сказал ныне покойному рэперу, что хочет, чтобы он перезаписал несколько из них. После смерти Pop Smoke Виктор потерял интерес к завершению проекта, пока не встретился с 50 Cent, который убедил его, что это поможет выполнить желание Pop Smoke выпустить альбом к лету 2020 года. 50 Cent также утверждал, что этот релиз поможет поддержать семью Pop Smoke. Чтобы обеспечить выпуск пластинки, 50 Cent сказал Виктору, что если тот не готов, то он сам выступит исполнительным продюсером альбома. Виктор согласился, и 50 Cent, прослушав все песни, скомпоновал их и прорекламировал альбом. 50 Cent в интервью Complex сказал, что Pop Smoke записал «около 50 или 60 песен. Некоторые из них не были завершены… В некоторых был припев, который был закончен, а потом кто-то другой наложил на него свой рэп, а он наложил на него куплет». По словам Виктора, «восемьдесят процентов песен были закончены» до того, как в работу вмешался 50 Cent, который по большей части «добавил несколько реплик и поменял местами куплеты». Джесс Джексон, звукорежиссёр альбома, описал свою работу как «чудо», в основном потому, что он был ограничен иногда плохо записанным материалом и незаконченными партиями вокала. По словам Джексона в Complex, «если бы [Pop Smoke] был рядом и по сей день, я бы попросил его вернуться в студию и записать дополнительный дубль или что-то в этом роде». Джексон доработал треки, чтобы получить профессиональный звук как в крупной студии звукозаписи; он хотел почтить память Pop Smoke, не «изменяя его в значительной степени». При создании альбома звукозаписывающая компания Republic Records хотела, чтобы треки были расположены определённым образом, но Джексон понял, что некоторые композиции не сочетаются друг с другом. Джексон и звукозаписывающая компания сотрудничали, чтобы выстроить альбом таким образом, чтобы каждая песня совпадала по времени со следующим треком. Джексон представил окончательную версию альбома в 06:00 30 июня 2020 года; он сказал, что это был трудный процесс и что он работал над альбомом более шести месяцев, часто трудясь над ним по 10-12 часов в день.

## Музыка и тексты

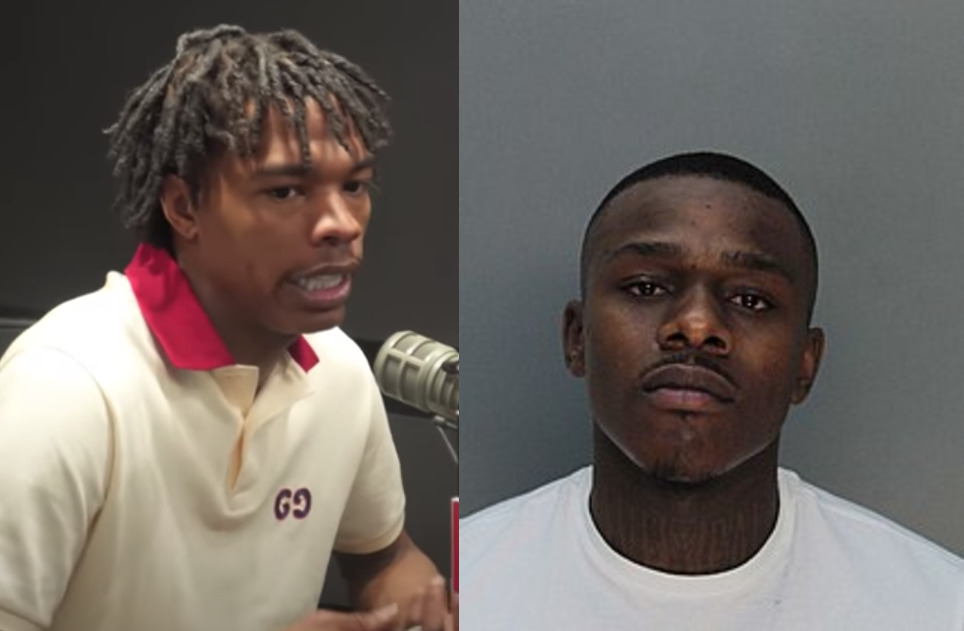
Lil Baby (слева) и DaBaby (справа) приняли участие в записи «For the Night».

По словам Дэнни Шварца из Rolling Stone, Shoot for the Stars, Aim for the Moon объединяет «стремительные мелодии дрилла» со «строгим атлантским трэпом, который Migos и Zaytoven освоили в середине десятилетия». Чарльз Лайонс-Бёрт из Slant Magazine отметил, что у него есть «непродуманные попытки попасть в R&B, которые можно найти в альбоме DaBaby Blame It on Baby». Сотрудники Billboard отметили, что альбом «стремится к R&B и более душевному звучанию». Shoot for the Stars, Aim for the Moon начинается с песни «Bad Bitch from Tokyo», которая состоит из барабанных партий, наложенных друг на друга гармоний, карканья ворон и рэпа Pop Smoke о собственной смерти. «Aim for the Moon» при участии Quavo — это дрилл-трек, сочетающий в себе хвастливые нотки, хай-хэты и бас. Pop Smoke и Quavo читают о наслаждении своим успехом.
«For the Night» при участии Lil Baby и DaBaby — это песня в жанрах хип-хоп, трэп и соул, в которой используются акустическая гитара, фолк-флейты, сильно автотюнизированный вокал и обработанные стоны Lil Baby и DaBaby. В тексте песни подробно описываются ночные события. Четвёртый трек, «44 Bulldog», — это дрилл-песня, которая была названа в честь традиционного револьвера двойного действия Charter Arms Bulldog. Она состоит из загадочного лая и напевных синтезаторных мелодий. В R&B песне «Gangstas», в которой использованы минималистичное фортепиано и барабаны, Pop Smoke утверждает, что он король Нью-Йорка и выражает свою неприязнь к 6ix9ine. Крейг Дженкинс из Vulture заявил, что треки «Yea Yea» и «Creature» при участии Swae Lee рассказывают о «крутом парне-рэпере, который безупречно переключается на романтику на горизонте». «Snitching» при участии Quavo и Future — это трэп-песня, в которой Pop Smoke читает об угрозах, с которыми он сталкивается каждый день, а Quavo и Future читают про предателей всего мира. Песня «The Woo», в записи которой приняли участие 50 Cent и Родди Рич, представляет собой трек, интерполирующий сингл 50 Cent 2005 года «Candy Shop».
В песне «Make it Rain» звучит голос Rowdy Rebel, американского рэпера, который в то время находился в тюрьме и был вынужден записывать свой куплет по телефону. В одиннадцатом треке «West Coast Shit» при участии Quavo и Tyga Pop Smoke и Tyga читают рэп о чудесах западного побережья США. «Enjoy Yourself», песня в жанрах латинского трэпа и урбано при участии колумбийской певицы Karol G, содержит семпл песни «Drink Freely» марокканско-американского рэпера French Montana. Текст представляет собой сентиментальное размышление о любви. Следующий трек, «Something Special», представляет собой R&B-баунс песню, в которой используется фрагмент сингла Fabolous 2003 года «Into You». В ней Pop Smoke рассказывает о своей новой партнёрше и их недавно обретённой любви. «Mood Swings» при участии Lil Tjay — это песня в жанре R&B, текст которой рассказывает о сексе с женщинами без использования контрацептивов. R&B-трек «What You Know Bout Love», в котором Pop Smoke поет о своей страсти к возлюбленной, содержит семпл песни Ginuwine «Differences». Вслед за ним следует R&B трек «Diana», записанный при участии Кинга Комбса и содержащий отрывки из сингла группы Playa 1998 года «Cheers 2 U». В тексте песни чувствуется похоть и уверенное стремление к любви. Хип-хоп трек «Got It on Me» интерполирует текст песни 50 Cent «Many Men (Wish Death)». В тексте песни Pop Smoke умоляет пощадить своих врагов. «Tunnel Vision (Outro)» — это трек, в котором Pop Smoke смотрит в будущее и хочет повлиять на музыкальную индустрию. Альбом завершается бонус-треком «Dior», песней в жанрах дрилл и хип-хоп с текстами о флирте с женщинами и покупке новейшей дизайнерской одежды.

## Обложка

Оригинальная обложка альбома работы американского дизайнера Вирджила Абло. Она была подвернута критике, вследствие чего фанаты добились её замены.

Треклист был опубликован 29 июня вместе с обложкой. Она была создана Вирджилом Абло. Обложка была раскритикована со стороны поклонников, которые назвали её «ленивой» и «спешащей» и сочли её неуважительной. Было собрано более 10 тысяч подписей на Change.org. Примечательно, что изображение Pop Smoke, которое использовал Абло, было самым первым результатом в Google Images. Лишь несколько часов спустя лейбл объявил, что она будет заменена ко времени выпуска.
Художник Райдер Риппс обвинил Абло в воровстве и неуважении к артисту. Он написал: «Так грустно, что кому-то нет дела до искусства, дизайна и памяти человека, которого так любили обвинять во лжи и воровстве».
50 Cent опубликовал в Instagram более 35 обложек сделанные фанатами. Позже он заявил, что «они не пойдут на это дерьмо».
Финальная обложка была презентована за час до выпуска альбома.

## Выпуск и продвижение
Pop Smoke хотел, чтобы альбом был выпущен летом ближе к своему дню рождения 20 июля. До убийства, альбом должен был выйти 12 июня, в День поминовения, американский федеральный праздник. 14 мая 2020 года команда Pop Smoke объявила, что планируемая дата выхода альбома — 12 июня 2020 года, но вместо этого в этот день был выпущен ведущий сингл «Make It Rain», а Виктор объявил, что они перенесли выход альбома на 3 июля 2020 года из уважения к протестам после убийства Джорджа Флойда. Семья Pop Smoke объявила о подписании контракта с Warner Chappell Music о совместном издании его ранее выпущенной музыки и альбома Shoot for Stars, Aim for the Moon.
Лейблы Victor Victor Worldwide и Republic Records выпустили альбом Shoot for the Stars, Aim for the Moon во всём мире 3 июля 2020 года. Делюкс издание альбома было выпущено 20 июля 2020 года, в 21-й день рождения Pop Smoke, в него вошли пятнадцать дополнительных треков, включая ремиксы на три песни из оригинального альбома. Первый сингл из альбома, «Make it Rain», занял 49 место в американском чарте Billboard Hot 100 и 73 место в чарте UK Singles Chart. Песня «Enjoy Yourself» была выпущена в качестве промосингла 2 июля 2020 года; она достигла 56-й строчки в Billboard Hot 100. «The Woo» была выпущена в качестве второго сингла из альбома 10 июля 2020 года, а сопровождающее музыкальное видео, режиссёром которого выступил Эйф Ривера, было выпущено 20 июля 2020 года; в нём показаны архивные кадры Pop Smoke, выведенные на старинные телевизионные экраны, и 50 Cent и Ricch в окружении дорогих автомобилей и женщин в бикини. Песня заняла 11 место в Billboard Hot 100 и девятое место в UK Singles Chart, став для Pop Smoke первым хитом в топ-10 в Великобритании; песня была номинирована на премию MTV Video Music Awards 2020 как «Песня лета».
Третий сингл с альбома, «Mood Swings», был выпущен 21 августа 2020 года. Визуальный клип на песню при участии Джордин Вудс, а также Дилан и Дакоты Гонсалес был выпущен 20 августа 2020 года. Музыкальный видеоклип на песню был снят режиссёром Дэвидом Уэптом и вышел 7 октября 2020 года. В нём изображены Lil Tjay и Лала Баптисте, состоящие в отношениях между собой, а также изображения Pop Smoke в пламени вечного голубого огня. Ремикс при участии американской певицы Саммер Уокер был выпущен в качестве сингла 18 сентября 2020 года. «Mood Swings» достигла 17-го места в Billboard Hot 100 и пятого места в UK Singles Chart, обеспечив Pop Smoke второй хит в топ-10 в Великобритании. Композиция «For the Night» была выпущена в качестве четвёртого сингла с альбома 3 октября 2020 года; она заняла шестую строчку в Billboard Hot 100, став первым хитом Top-10 в Соединённых Штатах для Pop Smoke. Пятый сингл с альбома, «What You Know Bout Love», был выпущен 9 октября 2020 года. Режиссёром клипа выступил Оливер Кэннон, релиз состоялся 22 декабря 2020 года. В видео показаны ранее не публиковавшиеся кадры, в которых Pop Smoke и его поклонники выполняют танцевальный челлендж песни из TikTok. Песня заняла девятое место в Billboard Hot 100 и четвёртое место в UK Singles Chart, став его вторым хитом в топ-10 в США и третьим хитом в топ-10 в Великобритании. Песня «Hello» при участии A Boogie wit da Hoodie была выпущена в качестве шестого сингла с альбома 9 февраля 2021 года; она достигла 83-го места в Billboard Hot 100.
Музыкальное видео на песню «Got It on Me» было выпущено на YouTube-канале Pop Smoke 3 июля 2020 года. Музыкальное видео на песню «Aim for the Moon» было снято режиссёром Оливером Кэнноном и выпущено 26 октября 2020 года. Видеоряд отдает дань уважения клипу на сингл Notorious B.I.G. 1997 года «Sky’s the Limit», в нём Буба Сэвэдж исполняет роль Pop Smoke, а неназванный ребёнок играет роль Quavo. К ремиксу на песню «Diana» был снят клип, который вышел 14 октября 2020 года, его режиссёром стал Бриллиант Гарсия. Видео сопровождается фрагментами тускло освещенных неоновых установок, на которых Pop Smoke записывается в студии, празднует и танцует со своей командой , а также показывает Кинга Комбса и Calboy, тусующихся с толпой друзей на улицах Нью-Йорка, рядом с роскошными автомобилями и проходящими мимо них женщинами.

## Оценки критиков
| Совокупная оценка    | Совокупная оценка |
| Источник             | Оценка            |
| -------------------- | ----------------- |
| AnyDecentMusic?      | 6.4/10            |
| Metacritic           | 70/100            |
| Оценки критиков      |                   |
| Источник             | Оценка            |
| AllMusic             | [ 48 ]            |
| Consequence          | B+                |
| Entertainment Weekly | B                 |
| HipHopDX             | 4.1/5             |
| The Independent      | [ 27 ]            |
| NME                  | [ 37 ]            |
| Paste                | 7.2/10            |
| Pitchfork            | 6.5/10            |
| Rolling Stone        | [ 24 ]            |
| Slant Magazine       | [ 25 ]            |

Shoot for the Stars, Aim for the Moon был встречен в общем и целом положительными отзывами. На сайте Metacritic, который присваивает нормализованный рейтинг из 100 баллов рецензиям профессиональных изданий, альбом получил средний балл 70 на основе 13 рецензий, что означает «в целом благоприятные отзывы». Агрегатор AnyDecentMusic? поставил ему оценку в 6,4 балла из 10, основываясь на своей оценке консенсуса критиков.
Дхрува Балрам из NME написал, что у альбома много сильных сторон, включая его продакшн, куплеты приглашённых гостей и самого Pop Smoke. По его словам, альбом выделяется тем, что он «служит свидетельством силы, власти и знаний [Pop] Smoke в его стремлении подняться на самый верх». Ройзин О’Коннор для The Independent пишет, что альбом является «не только праздником, но и элегией о том, чего ещё [Pop Smoke] мог бы достичь», и что это работа «человека, чей успех должен был быть космическим». Рецензируя альбом Shoot for the Stars, Aim for the Moon в Entertainment Weekly, Гэри Суарез заявил, что даже если альбом не является тем, что создал Pop Smoke, он звучит на нём живо, назвав его «мотивированным и энергичным дарованием хип-хопа, активно продвигающимся к следующему уровню». Майк Миленко из Clash написал, что Pop Smoke выбрал бы для альбома другое направление, если бы «меньше оцифровывал вокал», и что использование автотюна почти в каждой песне «иногда может показаться чрезмерным, но всё зависит от вашего вкуса». Дэвид Аарон Брэйк из HipHopDX заявил, что Shoot for the Stars, Aim for the Moon предлагает «мимолетный взгляд» на карьеру, которую мог бы сделать Pop Smoke, сказав, что он «стал бы вне рамок дрилла, вне рамок Бруклина, вне рамок даже Соединенных Штатов».
Альфонс Пьер из Pitchfork написал, что альбом «пытается закрепить его наследие, расширяя его мир», похвалив его за то, что он «большой, отполированный, универсальный, насыщенный гостевыми артистами и наполненный удобными для радио и плейлистов песнями». Джейд Гомес из Paste сказала, что альбом «стремится обеспечить окончательное разрешение проблемы [Бруклина] и в то же время показать душераздирающую реальность того, что могло бы быть», и что он был бы столь же «удовлетворительным с более сжатым треклистом и более тщательно подобранными приглашёнными артистами». Крейг Дженкинс из Vulture отозвался об альбоме как о «доказательстве того, что звезда обретает свои ориентиры, но в той же мере, в какой это продукт пути молодого и растущего артиста к совершенству, в той же мере это и свидетельство его раздражающего отсутствия». В своей смешанной рецензии Дэвид Кроун из AllMusic заявил, что хотя первым двум изданиям Meet the Woo не хватает плоскости культовых синглов Pop Smoke, они демонстрируют качество как представление дрилла; он также сказал, что альбом, по сравнению с этим, разрушает «визионерский стиль рэпера хищным блеском, когда все набрасываются на кусок пирога». Чарльз Лайонс-Берт из Slant Magazine сказал, что Shoot for the Stars, Aim for the Moon похож на сборник би-сайдов, собранных вместе, чтобы быстро заработать на его смерти, и что он пытается расширить звучание и амбиции Pop Smoke. В заключение он сказал, что альбом потерял из виду «местную специфику, причудливую харизму и энергию, которые сделали имя Pop Smoke в первую очередь».

### Итоговые обзоры
| Издание            | Номинация                                            | Место | Прим.   |
| ------------------ | ---------------------------------------------------- | ----- | ------- |
| BeatRoute          | 20 лучших альбомов 2020 года                         | 11    | [ 106 ] |
| Billboard          | 20 лучших рэп-альбомов 2020 года                     | 2     | [ 26 ]  |
| Complex            | Лучшие альбомы 2020 года                             | 10    | [ 107 ] |
| Far Out Magazine   | 50 лучших альбомов 2020 года                         | 42    | [ 108 ] |
| Highsnobiety       | 20 альбомов, которые спасли 2020 год                 | 14    | [ 109 ] |
| Man of Many        | 30 лучших альбомов 2020 года                         | 18    | [ 110 ] |
| The New York Times | Лучшие альбомы 2020 года по версии Джона Караманики  | 7     | [ 111 ] |
| NPR                | 10 лучших альбомов 2020 года по версии Сидни Мэддена | 2     | [ 112 ] |
| Ringer             | 10 лучших альбомов 2020 года по версии The Ringer    | 10    | [ 113 ] |

## Премии и награды
Альбом Shoot for the Stars, Aim for the Moon был признан лучшим альбомом Billboard 200 и лучшим рэп-альбомом на церемонии Billboard Music Awards 2021. Альбом был номинирован в категории Favorite Rap/Hip Hop Album, а песня «What You Know Bout Love» была номинирована в категории Favorite Rap/Hip Hop Song на American Music Awards 2021. Песня «What You Know Bout Love» была также номинирована на звание хип-хоп песни года на музыкальной премии iHeartRadio Music Awards 2022. Песня «For the Night» была номинирована на премию BET Awards 2021 в категории «Лучшая совместная работа». Канадский продюсер WondaGurl получила награду Jack Richardson Producer of the Year Award за её продюсерскую работу над песней «Aim for the Moon» на церемонии Juno Awards 2021.
| Премия                 | Год  | Номинация                                                           | Результат | Прим.   |
| ---------------------- | ---- | ------------------------------------------------------------------- | --------- | ------- |
| Danish Music Awards    | 2020 | Международный альбом года                                           | Номинация | [ 119 ] |
| American Music Awards  | 2021 | Лучший рэп/хип-хоп альбом                                           | Номинация | [ 120 ] |
| ARIA Music Awards      | 2021 | Лучший международный артист (Shoot for the Stars, Aim for the Moon) | Номинация | [ 121 ] |
| Billboard Music Awards | 2021 | Лучший альбом Billboard 200                                         | Победа    | [ 114 ] |
| Billboard Music Awards | 2021 | Лучший рэп-альбом                                                   | Победа    | [ 114 ] |
| Джуно                  | 2021 | Международный альбом года                                           | Номинация | [ 122 ] |

## Коммерческие показатели
Shoot for the Stars, Aim for the Moon дебютировал на первом месте в американском чарте Billboard 200 с объёмом продаж за первую неделю в размере 251 000 эквивалентных альбому единиц, став первым альбомом номер один в США для Pop Smoke. За неделю, закончившуюся 18 июля, альбом также набрал 268,44 миллиона просмотров по запросу. Pop Smoke стал первым хип-хоп исполнителем, дебютировавшим посмертно на первом месте в Billboard 200 со своим дебютным студийным альбомом. Pop Smoke также присоединился к Notorious B.I.G., 2Pac и XXXTentacion как единственным хип-хоп исполнителям, посмертно достигшим первого места. Все 19 треков альбома попали в чарт Billboard Hot 100 в первую неделю после выхода, что позволило Pop Smoke стать обладателем наибольшего количества одновременных позиций в Hot 100 посмертно. Альбом вновь занял первое место в Billboard 200 в октябре 2020 года после трёхмесячного «перерыва». Это был второй альбом в 2020 году после альбома Lil Baby My Turn, у которого был затяжной период между неделями на первом месте. Альбом продержался в первой пятёрке Billboard 200 в общей сложности 34 недели, став лишь четвёртым альбомом в XXI веке, который провёл столько недель в первой пятёрке. Shoot for the Stars, Aim for the Moon также возглавил американский чарт Top R&B/Hip-Hop Albums и оставался на первом месте в течение 19 недель подряд. Альбом продержался на первом месте дольше всех со времён альбома MC Hammer Please Hammer, Don’t Hurt ’Em в 1990 году. В марте 2021 года альбом установил рекорд по продолжительности пребывания на первом месте в чарте Billboard Top Rap Albums, продержавшись 20 недель подряд, сместив тем самым американского рэпера Эминема с его седьмым студийным альбомом Recovery, который продержался на первом месте 19 недель в 2010 и 2011 годах.
Shoot for the Stars, Aim for the Moon дебютировал на втором месте в чарте UK Albums Chart, став самым популярным международным дебютным рэп-альбомом со времен альбома 50 Cent Get Rich or Die Tryin’ в 2003 году. Через 12 недель после дебюта альбом поднялся до первого места, став первым дебютным альбомом, достигшим первого места в 2020 году, и стал для покойного рэпера его первым альбомом номер один в Великобритании. Pop Smoke стал первым сольным исполнителем, чей посмертный дебютный альбом достиг первого места. Shoot for the Stars, Aim for the Moon продержался на первом месте 12 недель, став самым долгим альбомом, достигшим вершины чарта за последние шесть лет, с тех пор как в 2014 году дебютный альбом английского певца Джорджа Эзры Wanted on Voyage продержался на вершине чарта 14 недель. Он стал самым продаваемым дебютным альбомом 2020 года в Великобритании с 222 000 продаж в чартах. В Ирландии альбом дебютировал на первом месте, став для Pop Smoke первым альбомом номер один в этой стране. Он стал первым дебютным альбомом американского рэпера, возглавившим официальные ирландские чарты в XXI веке. Рэпер стал единственным артистом, который когда-либо получил признание за посмертный дебютный альбом в Ирландии. Pop Smoke также стал первым артистом в Ирландии, чей посмертный альбом стал номером один более чем за четыре года. Shoot for the Stars, Aim for the Moon стал самым громким дебютным альбомом в официальных ирландских чартах, который был выпущен в 2020 году.
Кроме того, Shoot for the Stars, Aim for the Moon дебютировал на первом месте в чарте Canadian Albums Chart. Альбом возглавил чарт ARIA Albums в Австралии, став для покойного рэпера первым альбомом номер один в этой стране. Альбом стал первым посмертным релизом, возглавившим чарт ARIA Albums более чем за два года после выхода четвёртого студийного альбома австралийского музыканта Джеффри Гуррумула Юнупингу Djarimirri в апреле 2018 года. Pop Smoke стал 158-м американским артистом, чей альбом занял первое место в чартах Австралии. Три трека с Shoot for the Stars, Aim for the Moon дебютировали в топ-50 чарта ARIA Singles. Альбом занял первое место в альбомных чартах Австрии, Дании, Нидерландов, Финляндии, Новой Зеландии, Норвегии и Швейцарии. В России альбом достиг первого места в чарте Apple Music в июле 2020 года, сместив альбом Boulevard Depo Old Blood.

## Список композиций
| №                   | Название                                        | Автор(ы) | Продюсер(ы) | Длительность |
| ------------------- | ----------------------------------------------- | --- | --- | ------------ |
| 1.                  | «Bad Bitch from Tokyo» (Intro)                  | Башар Джексон Андре Лоблак Эбони Ошунринде [англ.] Джулиус Александр-Браун                                                                             | 808Melo WondaGurl [англ.] Jenius Level [b]                                                                            | 0:48         |
| 2.                  | «Aim for the Moon» (при участии Quavo)          | Б. Джексон Куэйвиус Маршалл Ошунринде Садики Форбс Лоблак Даниэль Делейто Тайрон Пенман Дилан Клири-Крелл                                              | WondaGurl 5ive Beatz 808Melo Dani [a] Tyy Beats [b] Dez Wright [b]                                                    | 2:56         |
| 3.                  | «For the Night» (при участии Lil Baby и DaBaby) | Б. Джексон Доминик Джонс Джонатан Кирк Алекс Петит [англ.] Кристоффер Маркуссен Седрик Лейтвайлер                                                      | CashMoneyAP [англ.] Palaze Джесс Джексон [англ.] [b] Майк Дин [b] Wylo [b]                                            | 3:10         |
| 4.                  | «44 Bulldog»                                    | Б. Джексон Дэвид Гбеминий Фабиан Мора, мл. | MobzBeatz Mora Beats                                                                                                  | 2:31         |
| 5.                  | «Gangstas»                                      | Б. Джексон Петит Эллис Ньютон | CashMoneyAP Swirv | 2:40         |
| 6.                  | «Yea Yea»                                       | Б. Джексон Хакан Акйол Джозеф Бойден | Hakz Beats SephGotTheWaves                                                                                            | 3:06         |
| 7.                  | «Creature» (при участии Swae Lee)               | Б. Джексон Халиф Браун Лоблак Мартин Питт Филипп Рибеншталь Ньютон Стивен Виктор Райан Пресс Джером Эверсли                                            | 808Melo PittThaKid [a] Yung Swisher [a] Swirv [b]                                                                     | 3:23         |
| 8.                  | «Snitching» (при участии Quavo и Фьючера)       | Б. Джексон К. Маршалл Нейведиус Уилберн Тайрон Дуглас [англ.] Сет Джонс                                                                                | Buddah Bless [англ.] Seth Da Chef                                                                                     | 4:19         |
| 9.                  | «Make It Rain» (при участии Rowdy Rebel)        | Б. Джексон Чад Маршалл [англ.] Алямани Уадах | Yamaica | 3:22         |
| 10.                 | «The Woo» (при участии 50 Cent и Родди Рича)    | Б. Джексон Кёртис Джексон III Родрик Мур-младший Лоблак Джон Лукас Адам Хашим Дж. Джексон                                                              | 808Melo JW Lucas [a] Rxcksta [a] DJ Drewski [англ.] [b] K-Mack [англ.] [b] Рэй Леннон [b] Billy J [b] Дж. Джексон [b] | 3:22         |
| 11.                 | «West Coast Shit» (при участии Tyga и Quavo)    | Б. Джексон Майкл Стивенсон К. Маршалл Дижон Макфарлейн [англ.] Уфоро Эбонг [англ.]                                                                     | Mustard [англ.] BongoByTheWay [англ.]                                                                                 | 3:12         |
| 12.                 | «Enjoy Yourself» (при участии Кароль Джи)       | Б. Джексон Каролина Наварро Ричард Батлер-младший [англ.] [e] Карим Харбуш [e] Пьер Меадор [e] Маркуссен Лукас Гроб                                    | Palaze Luci G | 3:18         |
| 13.                 | «Mood Swings» (при участии Lil Tjay)            | Б. Джексон Тион Мерритт Омар Гомес Деандре Самптер | Beat Menace Dizzy Banko Kiwi [a]                                                                                      | 3:33         |
| 14.                 | «Something Special»                             | Б. Джексон Кеннет Ифилл [англ.] Лайонел Ричи [f] Рональд Лапрейд [f] Тим Келли [англ.] [f] Тэмия Вашингтон [f] Эрнесто Шо [англ.] [f] Джон Джексон [f] | Kdi | 2:38         |
| 15.                 | «What You Know Bout Love»                       | Б. Джексон Ташим Зене Элгин Лампкин [англ.] [g] Трой Оливер [англ.] [g]                                                                                | IAmTash | 2:40         |
| 16.                 | «Diana» (при участии Кинга Комбса)              | Б. Джексон Кристиан Комбс Энтони Блэгмон Стивен Гарретт [англ.] [h] Тимоти Мосли [h] Пьер Рене-младший                                                 | SpunkBigga | 3:09         |
| 17.                 | «Got It on Me»                                  | Б. Джексон Дмитрий Лучко К. Джексон III [i] Даррелл Бранч [i] Фредерик Перрен Луис Ресто [англ.] [i] Кени Сент-Льюис                                   | Young Devante | 2:45         |
| 18.                 | «Tunnel Vision» (Outro)                         | Б. Джексон Джуградж Награ Карсон Хакни | 808Melo Награ Хакни                                                                                                   | 2:13         |
| 19.                 | «Dior» (бонусный трек)                          | Б. Джексон Лоблак | 808Melo | 3:36         |
| Общая длительность: | Общая длительность:                             | Общая длительность: | Общая длительность:                                                                                                   | 56:41        |

| №                   | Название                                            | Автор(ы) | Продюсер(ы)                                               | Длительность |
| ------------------- | --------------------------------------------------- | --- | --------------------------------------------------------- | ------------ |
| 20.                 | «Hotel Lobby»                                       | Б. Джексон Лоблак Дж. Джексон К. Джексон III [j] Андре Янг [j] Майкл Элизондо [j] Терон Фимстер [англ.] [j] | 808Melo Дж. Джексон Keanu Beats [d] Banshee the Great [d] | 2:31         |
| 21.                 | «Showin Off Pt. 1» (при участии Fivio Foreign)      | Б. Джексон Макси Райлес III Лоблак                                                                          | 808Melo                                                   | 1:36         |
| 22.                 | «Showin Off Pt. 2» (при участии Fivio Foreign)      | Б. Джексон Райлес III Маналла Юсуф Шимон Святчак                                                            | Szamz Axl [a]                                             | 3:12         |
| 23.                 | «Iced Out Audemars» (при участии Dafi Woo)          | Б. Джексон Хадафи Хулио Рикардо Ламарре [англ.] Джон Стивенс                                                | Rico Beats [англ.] BigBroLGND [b]                         | 3:03         |
| 24.                 | «Woo Year» (при участии Dread Woo)                  | Б. Джексон Джахим Хаутон Петит Кайова Рукема Клири-Крелл                                                    | CashMoneyAP YoungKio Dez Wright [b] Фабио Агилар [d]      | 3:02         |
| 25.                 | «Tsunami» (при участии Davido)                      | Б. Джексон Дэвид Аделеке [англ.] Лоблак                                                                     | 808Melo                                                   | 3:29         |
| 26.                 | «Backseat» (при участии PnB Rock)                   | Б. Джексон Раким Аллен Майкл Такер                                                                          | BloodPop                                                  | 2:51         |
| 27.                 | «Imperfections» (Интерлюдия)                        | Б. Джексон Дамиль Косте Джозеф Зумбулиас Шейфер Смит [k] Камерон Хоуф [k] Скотт Сторч [k]                   | Band on the Beat                                          | 1:48         |
| 28.                 | «She Feelin Nice» (при участии Джейми Фокс)         | Б. Джексон Эрик Бишоп Джозеф Береал [англ.] Джеймс Смит Ошунринде Р. Д. Уиттингтон                          | WondaGurl Уиттингтон [b] Lonny Bereal [англ.] [c]         | 2:35         |
| 29.                 | «Paranoia» (при участии Gunna и Янг Тага)           | Б. Джексон Серхио Китченс Джеффери Уильямс Лоблак Кевен Вульфсон Пол Голлер                                 | The Elements 808Melo [b]                                  | 3:33         |
| 30.                 | «Hello» (при участии A Boogie wit da Hoodie)        | Б. Джексон Артист Дубоуз Петит Ламарре Джейсон Авалос                                                       | CashMoneyAP Rico Beats L3gion [b]                         | 3:11         |
| 31.                 | «Be Clearr»                                         | Б. Джексон Джераил Харви                                                                                    | Relly Made                                                | 3:22         |
| 32.                 | «Yea Yea» (Ремикс; при участии Queen Naija)         | Б. Джексон Куин Буллс Акйол Бойден                                                                          | Hakz Beats SephGotTheWaves                                | 3:37         |
| 33.                 | «Diana» (Ремикс; при участии Кинга Комбса и Calboy) | Б. Джексон Комбс Кэлвин Вудс Благмон Гарретт Мосли Рене                                                     | SpunkBigga                                                | 3:54         |
| 34.                 | «Enjoy Yourself» (Ремикс; при участии Burna Boy)    | Б. Джексон Дамини Огулу Батлер-младший Харбуш Мидор Маркуссен Гроб                                          | Palaze Luci G                                             | 3:18         |
| Общая длительность: | Общая длительность:                                 | Общая длительность:                                                                                         | Общая длительность:                                       | 101:44       |

| №   | Название                                     | Автор(ы)                                                                           | Продюсер(ы)                                               | Длительность |
| --- | -------------------------------------------- | ---------------------------------------------------------------------------------- | --------------------------------------------------------- | ------------ |
| 20. | «Hello» (при участии A Boogie wit da Hoodie) | Б. Джексон Дубоуз Петит Ламарре Авалос                                             | CashMoneyAP Rico Beats L3gion [b]                         | 3:11         |
| 21. | «Hotel Lobby»                                | Б. Джексон Лоблак Дж. Джексон К. Джексон III [j] Янг [j] Элизондон [j] Фимстер [j] | 808Melo Дж. Джексон Keanu Beats [d] Banshee the Great [d] | 2:31         |

Примечания
- ↑  означает сопродюсера
- ↑  означает дополнительного продюсера
- ↑  означает вокального продюсера
- ↑  означает не указанного сопродюсера[153]
- «Paranoia» при участии Gunna и Янг Тага изначально была включена в трек-лист оригинального варианта альбома с дополнительным гостевым участием от Pusha T. Однако она была включена в делюкс издание без куплета Pusha.[154]
- «Diana» содержит не указанный бэк-вокал Calboy в оригинальном альбоме, однако на ремиксе на делюксе он указан.[155]

Семплы
- «The Woo» содержит неуказанную интерполяцию песни «Candy Shop», исполненной 50 Cent.[40]
- ↑  «Enjoy Yourself» содержит интерполяцию песни «Drink Freely», написанной Ричардом Батлером-младшим[англ.], Каримом Харбушом и Пьером Мидором, и исполненной Френчем Монтаной.
- ↑  «Something Special» содержит семпл песни «Into You[англ.]», написанной Лайонелем Ричи, Рональдом Лапрейдом, Тимом Келли[англ.], Тэмией Вашингтон, Эрнесто Шо[англ.] и Джоном Джексоном, и исполненной Fabolous.
- ↑  «What You Know Bout Love» содержит семпл песни «Differences[англ.]», написанной Элгином Лампкиным[англ.] и Троем Оливером[англ.], и исполненной Ginuwine[англ.].
- ↑  «Diana» содержит фрагменты из песни «Cheers 2 U[англ.]», написанной Стивеном Гарреттом[англ.] и Тимоти Мосли, и исполненной группой Playa[англ.].
- ↑  «Got It on Me» содержит интерполяцию песни «Many Men (Wish Death)[англ.]», исполненной 50 Cent.
- ↑  «Hotel Lobby» содержит элементы перепевки песни «If I Can’t», исполненной 50 Cent.
- ↑  «Imperfections» содержит интерполяцию песни «Let Me Love You», написанной Шейфером Смитом, Камероном Хоуфом и Скоттом Сторчом, и исполненной Марио[англ.].

## Участники записи
Список участников записи взят из аннотации к альбому.
Вокал
- Pop Smoke — рэп-вокал
- Quavo — рэп-вокал (2, 8, 11)
- Lil Baby — рэп-вокал (3)
- DaBaby — рэп-вокал (3)
- Swae Lee — рэп-вокал (7)
- Фьючер — рэп-вокал (8)
- Rowdy Rebel[англ.] — рэп-вокал (9)
- 50 Cent — рэп-вокал (10)
- Родди Рич — рэп-вокал (10)
- Tyga — рэп-вокал (11)
- Кароль Джи — вокал (12)
- Lil Tjay — рэп-вокал (13)
- Кинг Комбс — рэп-вокал (16, 33)
- Calboy — бэк-вокал (16), рэп-вокал (33)
- Dread — бэк-вокал (18)
- Fivio Foreign — рэп-вокал (21, 22)
- Лорен «Лайа» Айала — бэк-вокал (22)
- Dafi Woo — рэп-вокал (23)
- Dread Woo — рэп-вокал (24)
- Davido[англ.] — вокал (25)
- PnB Rock — рэп-вокал (26)
- Джейми Фокс — вокал (28)
- Gunna — рэп-вокал (29)
- Янг Таг — рэп-вокал (29)
- A Boogie wit da Hoodie — рэп-вокал (30)
- Queen Naija — вокал (32)
- Burna Boy — рэп-вокал (34)

Дополнительные участники
- Джесс Джексон[англ.] — мастеринг (все треки), сведение (1-7, 9-18, 20-34), звукорежиссёр (13), программирование (20)
- Лесли Братвейт — сведение, звукорежиссёр (8)
- Роб Кинельски[англ.] — сведение, вокальный звукорежиссёр (12, 34)
- Кен Дуро Ифилл[англ.] — сведение, программирование (14)
- Джейсен Джошуа[англ.] — сведение (19)
- Кори «Катц» Нутил — звукорежиссёр (1-9, 12-16, 18, 20-34)
- Баррингтон Холл — звукорежиссёр (2)
- Нейт Алфорд — звукорежиссёр (2, 30)
- Принстон «Perfect Harmany» Терри — звукорежиссёр (3)
- Стивен «DotCom» Фэрроу — звукорежиссёр (3)
- Джейсон Голдберг — звукорежиссёр (10)
- Кай Миллер — звукорежиссёр (10, 17)
- Сейдж Скофилд — звукорежиссёр (13)
- Дом Мартин — звукорежиссёр (15, 17)
- Шон «Source» Джарретт — звукорежиссёр (16, 33)
- Юнг Аве — звукорежиссёр (17, 19)
- Вик Вайнштейн — звукорежиссёр (19)
- Барт Шудель — звукорежиссёр (26)
- Данте Дау — звукорежиссёр (28)
- Роберт Ульш — звукорежиссёр (29)
- Алекс Эстевес — звукорежиссёр (30)
- Томас «Tillie» Манн — сведение вокала (3)
- Дерек «MixedByAli» Али[англ.] — сведение вокала (10)
- Рэнди Ланфеар — вокальный звукорежиссёр (7)
- А. «Bainz» Бейнс — вокальный звукорежиссёр (29)
- Флориан «Flo» Онгонга — вокальный звукорежиссёр (29)
- TheElements — вокальный звукорежиссёр (29)
- Роуз Адамс — помощник по сведению (1-7, 9-18, 20-34)
- Сейдж Скофилд — помощник по сведению (1-7, 9-18, 20-34)
- Шон Солимар — помощник по сведению (1-7, 9-18, 20-34)
- DJ Riggins — помощник по сведению (19)
- Джейкоб Ричардс — помощник по сведению (19)
- Майк Сиберг — помощник по сведению (19)
- Тодд Купер — дополнительное сведение (14)
- Пьер Рог — помощник звукорежиссёра (15, 17)
- Андре Лоблак — программирование (1, 2, 7, 10, 19-21, 25, 29, 30)
- Даниэль Делейто — программирование (2)
- Дилан Клири Крелл — программирование (2)
- Эбони Ошунринде[англ.] — программирование (2, 28)
- Садики Форбс — программирование (2)
- Тайрон Пенман — программирование (2)
- Алекс Петит[англ.] — программирование (3, 5, 24, 30)
- Кристоффер Бухардт Маркуссен — программирование (3, 12, 34)
- Даниэль Морас Рааб — программирование (3)
- Дэвид Гбеминий — программирование (4)
- Фабиан Мора — программирование (4)
- Эллис Ньютон — программирование (5)
- Hakz Beats — программирование (6, 32)
- SephGotTheWaves — программирование (6, 32)
- Сет Джонс — программирование (8)
- Тайрон Дуглас[англ.] — программирование (8)
- Алямани Уадах — программирование (9)
- Дижон Макфарлейн[англ.] — программирование (11)
- Уфоро Эбонг — программирование (11)
- Лукас Гроб — программирование (12, 34)
- Деандре Самптер — программирование (13)
- Омар Гомес — программирование (13)
- Ташим Зене — программирование (15)
- Энтони Блэгмон — программирование (16, 33)
- Дмитрий Лучко — программирование (17)
- Карсон Хакни — программирование (18)
- Джуградж Награ — программирование (18)
- Маналла Юсуф — программирование (22)
- Шимон Святчак — программирование (22)
- BigBroLGND — программирование (23)
- Rico Beats[англ.] — программирование (23, 30)
- Кайова Рукема — программирование (24)
- Роб Харрис — гитара (25)
- Хэл Ритсон — клавишные, программирование (25)
- Мишель Балдуцци — клавишные, программирование (25)
- Ричард Адлам — клавишные, программирование (25)
- Грэм Блевинс — мелодика (25)
- BloodPop — программирование (26)
- Дамиль Косте — программирование (27)
- Джозеф Зумбулиас — программирование (27)
- Р. Д. Уиттингтон — программирование (28)
- Керен Вольфсон — программирование (29)
- Пауль Богуми Голлер — программирование (29)
- Джейсон Авалос — программирование (30)
- Джераил Харви — программирование (31)

## Чарты
| Чарт (2020)                            | Высшая позиция |
| -------------------------------------- | -------------- |
| Австралия (ARIA)                       | 1              |
| Австрия (Ö3 Austria)                   | 1              |
| Бельгия/Фландрия (Ultratop)            | 2              |
| Бельгия/Валлония (Ultratop)            | 3              |
| Канада (Canadian Albums Chart)         | 1              |
| Чехия (ČNS IFPI)                       | 4              |
| Дания (Hitlisten)                      | 1              |
| Нидерланды (Album Top 100)             | 1              |
| Финляндия (Suomen virallinen lista)    | 1              |
| Франция (SNEP)                         | 3              |
| Германия (Offizielle Top 100)          | 9              |
| Ирландия (Irish Albums Chart)          | 1              |
| Италия (Classifica album)              | 9              |
| Литва (AGATA Lithuanian Albums)        | 5              |
| Новая Зеландия (RMNZ)                  | 1              |
| Норвегия (VG-lista)                    | 1              |
| Испания (PROMUSICAE)                   | 26             |
| Швеция (Sverigetopplistan)             | 3              |
| Швейцария (Schweizer Hitparade)        | 1              |
| Великобритания (UK Albums Chart)       | 1              |
| США (Billboard 200)                    | 1              |
| США (Billboard Top R&B/Hip-Hop Albums) | 1              |

| Чарт (2020)                                  | Позиция |
| -------------------------------------------- | ------- |
| Австралия (ARIA Australian Albums)           | 11      |
| Австрия (Ö3 Austria Austrian Albums)         | 20      |
| Бельгия (Ultratop Flanders Belgian Albums)   | 14      |
| Бельгия (Ultratop Wallonia Belgian Albums)   | 38      |
| Канада (Billboard Canadian Albums)           | 3       |
| Дания (Hitlisten Danish Albums)              | 3       |
| Нидерланды (Album Top 100 Dutch Albums)      | 1       |
| Франция (SNEP French Albums)                 | 48      |
| Германия (Offizielle Top 100 German Albums)  | 71      |
| Ирландия (IRMA Irish Albums)                 | 8       |
| Италия (FIMI Italian Albums)                 | 50      |
| Новая Зеландия (RMNZ New Zealand Albums)     | 4       |
| Швеция (Sverigetopplistan Swedish Albums)    | 12      |
| Швейцария (Schweizer Hitparade Swiss Albums) | 10      |
| Великобритания (OCC UK Albums)               | 6       |
| США Billboard 200                            | 7       |
| США (Billboard US Top R&B/Hip-Hop Albums)    | 5       |

| Чарт (2021)                                  | Позиция |
| -------------------------------------------- | ------- |
| Австралия (ARIA Australian Albums)           | 11      |
| Австрия (Ö3 Austria Austrian Albums)         | 11      |
| Бельгия (Ultratop Flanders Belgian Albums)   | 13      |
| Бельгия (Ultratop Wallonia Belgian Albums)   | 51      |
| Канада (Billboard Canadian Albums)           | 3       |
| Дания (Hitlisten Danish Albums)              | 6       |
| Нидерланды (Album Top 100 Dutch Albums)      | 8       |
| Франция (SNEP French Albums)                 | 44      |
| Германия (Offizielle Top 100 German Albums)  | 46      |
| Ирландия (IRMA Irish Albums)                 | 19      |
| Италия (FIMI Italian Albums)                 | 54      |
| Новая Зеландия (RMNZ New Zealand Albums)     | 4       |
| Норвегия (VG-lista Norwegian Albums)         | 5       |
| Швеция (Sverigetopplistan Swedish Albums)    | 33      |
| Швейцария (Schweizer Hitparade Swiss Albums) | 14      |
| Великобритания (OCC UK Albums)               | 15      |
| США Billboard 200                            | 3       |
| США (Billboard US Top R&B/Hip-Hop Albums)    | 1       |

## Сертификации
| Регион                                                                      | Сертификация  | Продажи   |
| --------------------------------------------------------------------------- | ------------- | --------- |
| Австралия (ARIA)                                                            | Платиновый    | 70 000    |
| Бельгия (BEA)                                                               | Золотой       | 10 000    |
| Канада (Music Canada)                                                       | 3× Платиновый | 240 000   |
| Дания (IFPI Danmark)                                                        | 4× Платиновый | 80 000    |
| Франция (SNEP)                                                              | 2× Платиновый | 200 000   |
| Италия (FIMI)                                                               | Платиновый    | 50 000    |
| Новая Зеландия (RMNZ)                                                       | 5× Платиновый | 75 000    |
| Швеция (GLF)                                                                | Платиновый    | 30 000    |
| Великобритания (BPI)                                                        | Платиновый    | 300 000   |
| США (RIAA)                                                                  | 2× Платиновый | 2 000 000 |
| Данные о продажах + прослушиваниях приведены только на основе сертификации. |               |           |

## История выпуска
| Регион           | Дата           | Лейбл(ы)               | Формат(ы)                    | Издание     | Прим.   |
| ---------------- | -------------- | ---------------------- | ---------------------------- | ----------- | ------- |
| Мир              | 3 июля 2020    | Victor Victor Republic | Цифровое скачивание стриминг | Стандартное | [ 64 ]  |
| Мир              | 20 июля 2020   | Victor Victor Republic | Цифровое скачивание стриминг | Делюкс      | [ 215 ] |
| Мир              | 24 июля 2020   | Victor Victor Republic | CD                           | Стандартное | [ 216 ] |
| США              | 7 августа 2020 | Victor Victor Republic | CD                           | Target      | [ 217 ] |
| Германия         | 20 ноября 2020 | Victor Victor Republic | CD                           | Делюкс      | [ 218 ] |
| Япония           | 27 ноября 2020 | Victor Victor Republic | Кассета                      | Стандартное | [ 219 ] |
| Мир              | 15 января 2021 | Victor Victor Republic | Грампластинка                | Стандартное | [ 220 ] |
| Республика Корея | 22 января 2021 | Victor Victor Republic | CD                           | Делюкс      | [ 221 ] |
| Мир              | 5 января 2021  | Victor Victor Republic | Грампластинка                | Делюкс      | [ 222 ] |